# Antifóna
Az antifóna tágabb értelemben több kóruscsoportnak egymásnak felelgető éneklésmódja.
A kereszténységben, a katolikus liturgiában a zsoltárokat bevezető és befejező karverset, valamint a Szűz Máriáról szóló ama négy éneket jelenti, amelyet az egyházi év négy szakaszába beosztva, a zsolozsmában és népájtatosságok alkalmával is énekelnek.
A kereszténység korai időszakában elterjedt antifonális énekmódra, azaz a pap és a kórus (a gyülekezet) váltakozó énekére vezethető vissza.

## Mária-antifónák
A négy Mária-antifóna:
- karácsonyi időben az „Alma Redemptoris Mater",
- Gyertyaszentelőtől az „Ave, Regina Coelorum“ (Mennyországnak királynéja),
- húsvét idején a „Regina Coeli laetare" (Mennynek királynéasszonya)
- pünkösd után énekelt „Salve Regina" (Mennyországnak királynéja).

## Ókor
Az ókori görög zeneelméletben az oktávokban való ének (antiphonos, a. m. oktáva, ill. oktávokban való együtthangzás), melyben a férfikar és gyermekkar vagy női kar párhuzamosan halad, illetve egymáshoz simul.